# Pseudoleskea leskeoides
Pseudoleskea leskeoides är en bladmossart som beskrevs av C. Müller 1899. Pseudoleskea leskeoides ingår i släktet Pseudoleskea och familjen Leskeaceae. Inga underarter finns listade i Catalogue of Life.